# Microbianor nigritarsus
Microbianor nigritarsus är en spindelart som beskrevs av Dmitri Viktorovich Logunov 2000. Microbianor nigritarsus ingår i släktet Microbianor och familjen hoppspindlar. Inga underarter finns listade i Catalogue of Life.